# Linum guatemalense
Linum guatemalense là một loài thực vật có hoa trong họ Linaceae. Loài này được Benth. mô tả khoa học đầu tiên năm 1844.